# アメリカライオン
アメリカライオン（Panthera atrox）は、北アメリカに生息していたヒョウ属の絶滅種。約34万年から11,000年前の期間に生息した。化石はアラスカからメキシコにかけて見つかっている。遺伝子解析により、ホラアナライオン（Panthera spelaea）と姉妹系統であることが示されている。現代のライオン（Panthera leo）よりも約25％大きく、既知の最大のネコ科の動物の1つである。

## 関連画像

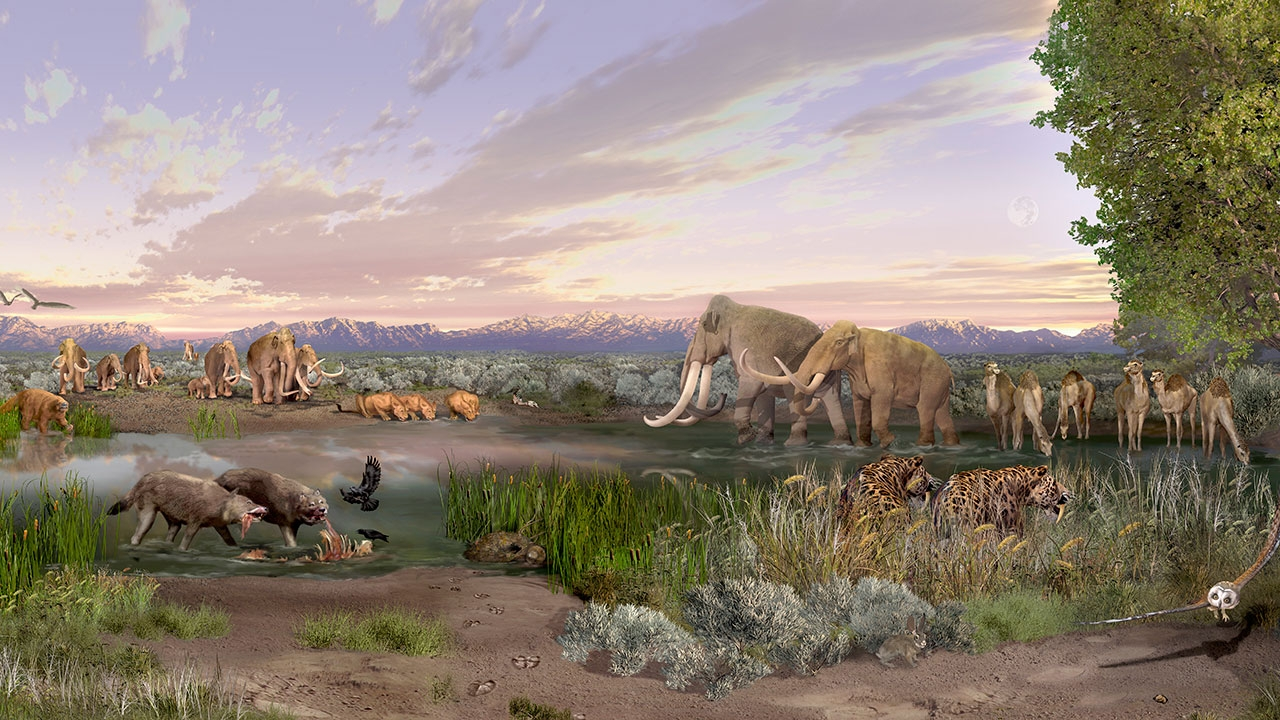
現在のホワイトサンズ国定記念物の後期更新世の生態系の一部
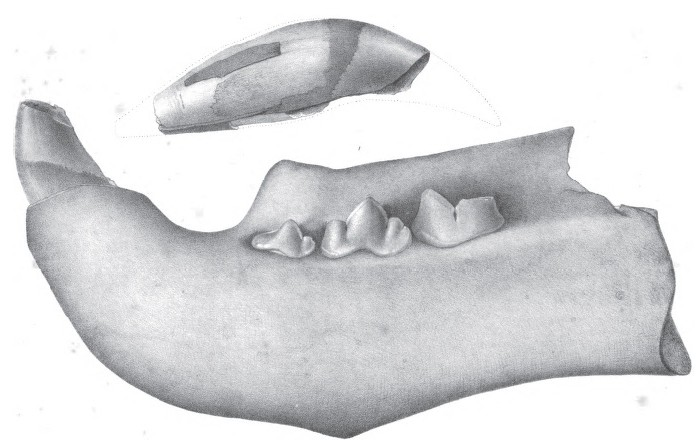
タイプ標本のイラスト (Leidy, 1852)
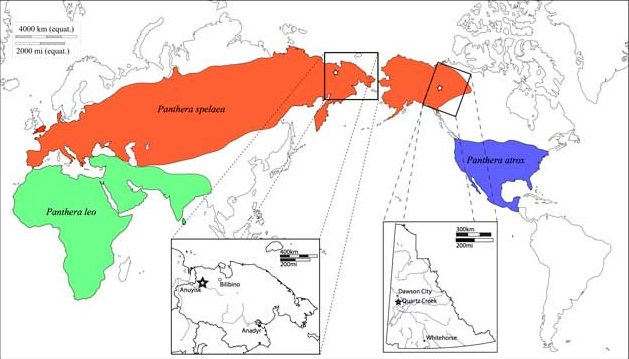
近縁種の分布。 緑：ライオン（Panthera leo） 赤：ホラアナライオン（Panthera spelaea） 青：アメリカライオン（Panthera atrox）